# Толковый словарь азербайджанского языка
Толко́вый слова́рь азербайджанского языка (Azərbaycan dilinin izahlı lüğəti) {Издание— словарь с описанием значений слов и фразеологизмов азербайджанского языка. Существует две редакции Толкового словаря: советская (1966—1987 годах), современная (1997-2000 и 2005).
Разработка началась в 1940-х годах, его первый том был издан лишь в 1966 году. Словарь был составлен азербайджанским лексикографом Алигейдаром Оруджевым. Как вспоминал Агамуса Ахундов, над первым томом словаря А. Оруджев работал 14 лет. Редактором словаря является Акрам Джафар. В состав редакции входят члены-корреспонденты Национальной Академии Наук Азербайджана Мамед Ариф Дадашзаде, Мамедага Ширалиев, Алигейдар Оруджев и Расул Рустамов .
Отмечается, что в Словаре уделено особое место народным разговорным словам.
В словаре значения и смысловые тонкости новых слов, существующих в словарном составе азербайджанского литературного языка и вошедших в азербайджанский язык, объясняются цитатами и другими примерами, приводимыми различными представителями поэзии и прозы.
Трёхтомный «Толковый словарь азербайджанского языка» вышел в 1997, 1999, 2000 годах; было добавлено 18 тысяч новых слов.
В 2005 году «Толковый словарь азербайджанского языка» был издан латинским шрифтом. А позднее на его основе был подготовлен трёхтомный «Толковый словарь азербайджанского языка», в который внесли 18 тысяч новых слов. Подчёркивается, что «Толковый словарь азербайджанского языка» (в 3 томах) не является повторением «знаменитого четырёхтомного толкового словаря азербайджанского языка», изданного под редакцией профессора А. Оруджева.
Словарь был переиздан в 2006 году в типографии «Восток-Запад» под руководством Агамуса Ахундова на основе I, II, III, IV томов толкового словаря.